# Heimaey

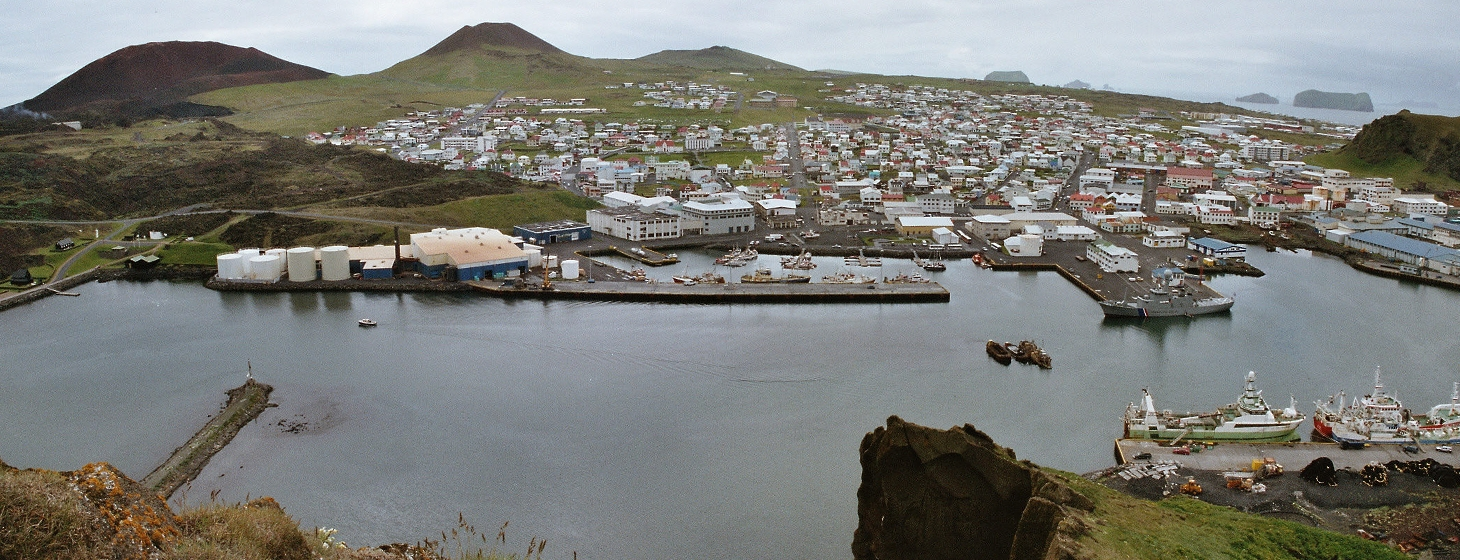
Heimaey

Heimaey is een stad en eiland in de gemeente Vestmannaeyjar gelegen op de gelijknamige IJslandse eilandengroep. Heimaey is het enige bewoonde eiland van de eilandengroep, het heeft een inwoneraantal van ongeveer 4.355 (2020). Letterlijk betekent Heimaey 'Eiland van de huizen'. De tussen-a duidt een genitief meervoud aan in het IJslands. In Heimaey ligt een grote inham, die heet: Vestmannaeyjahöfn.

## Geschiedenis
De eerste persoon die een boerderij heeft gebouwd in Heimaey heette Herjólfur Bárðarson. Hij bouwde zijn boerderij in Herjólfsdalur (Vallei van Herjólf). 
In 1627 werd het zuiden van IJsland aangevallen door Algerijnse of Marokkaanse piraten, aangevoerd door de Nederlander Jan Jantzen. De bewoners op het vasteland konden aan hun wreedheden ontkomen doordat ze de lavavelden op konden vluchten, maar de Westman-eilanders zaten in de val. Velen zijn vermoord, en ca. 240 overlevenden werden als slaaf naar Algerije afgevoerd. Na betalen van losgeld door de Deense koning keerden slechts 13 personen terug. De aanval werd (en wordt nog steeds) door de IJslanders de Turkse invasie genoemd, omdat men het onderscheid tussen de diverse islamitische landen niet kende. Er doen meerdere heroïsche verhalen uit deze periode de ronde: bijvoorbeeld over Guðrún Símónarsdóttir, beter bekend als Turkse-Gudda, die haar weg via Tunesië, Italië en Denemarken terug naar IJsland kocht. Uiteindelijk trouwde zij met Hallgrímur Pétursson, naar wie de Hallgrímskirkja in Reykjavik is vernoemd.

## Bezienswaardigheden
- Staafkerk, die IJsland in 2000 geschonken kreeg van Noorwegen
- Landakirkja, kerk
- Barnaskóli, schoolgebouw uit 1917
- Stadhuis
- Hásteinsvöllur, het voetbalstadion van ÍBV

## Eldfell
Op 23 januari 1973 rond 01:00 uur 's ochtends begon de uitbarsting van de vulkaan Eldfell op Heimaey. De inwoners werden midden in de nacht geëvacueerd, vooral met vissersboten. De helft van Heimaey werd verwoest door deze vulkaanuitbarsting.

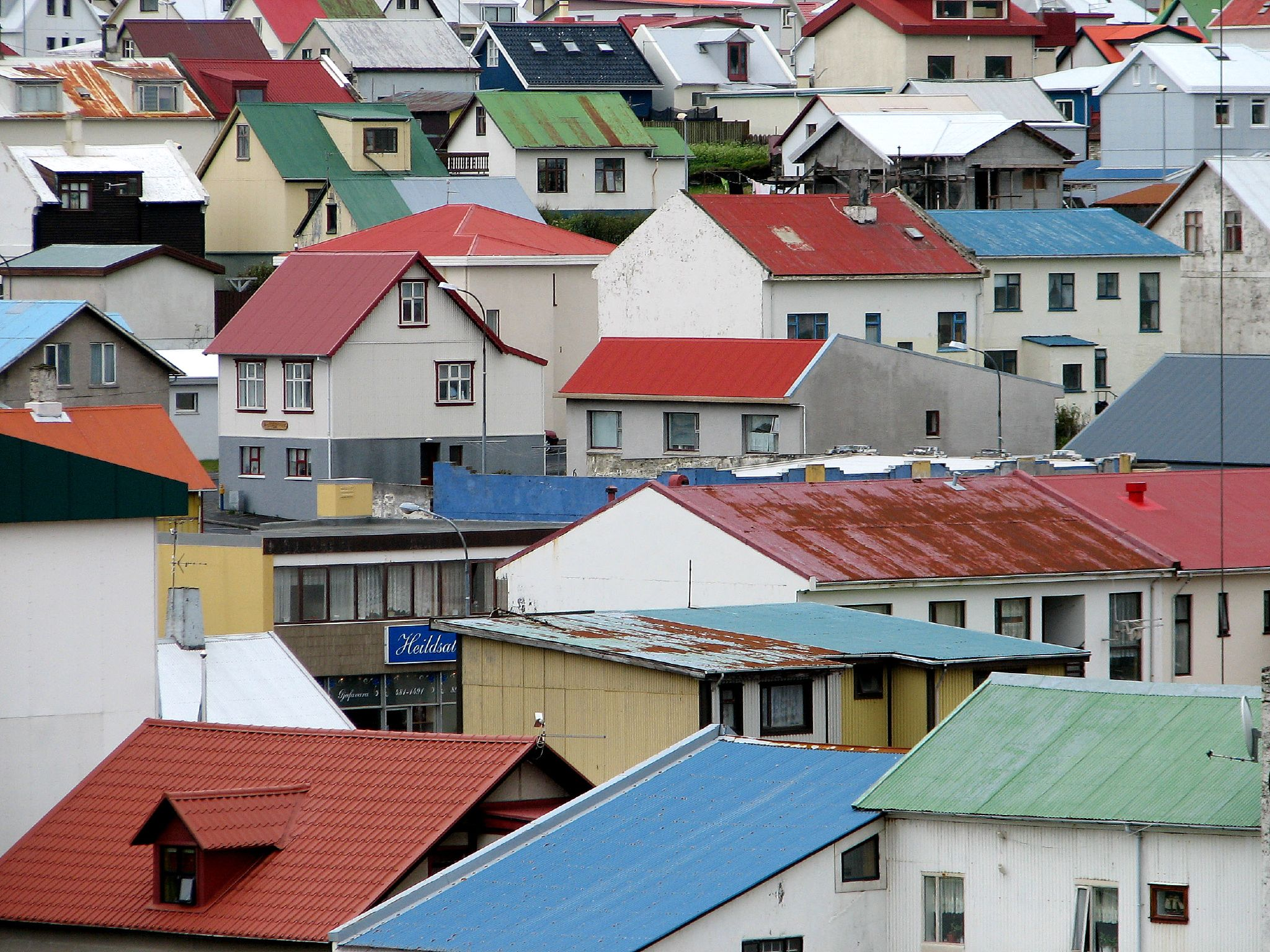
Gekleurde daken in het centrum van de stad
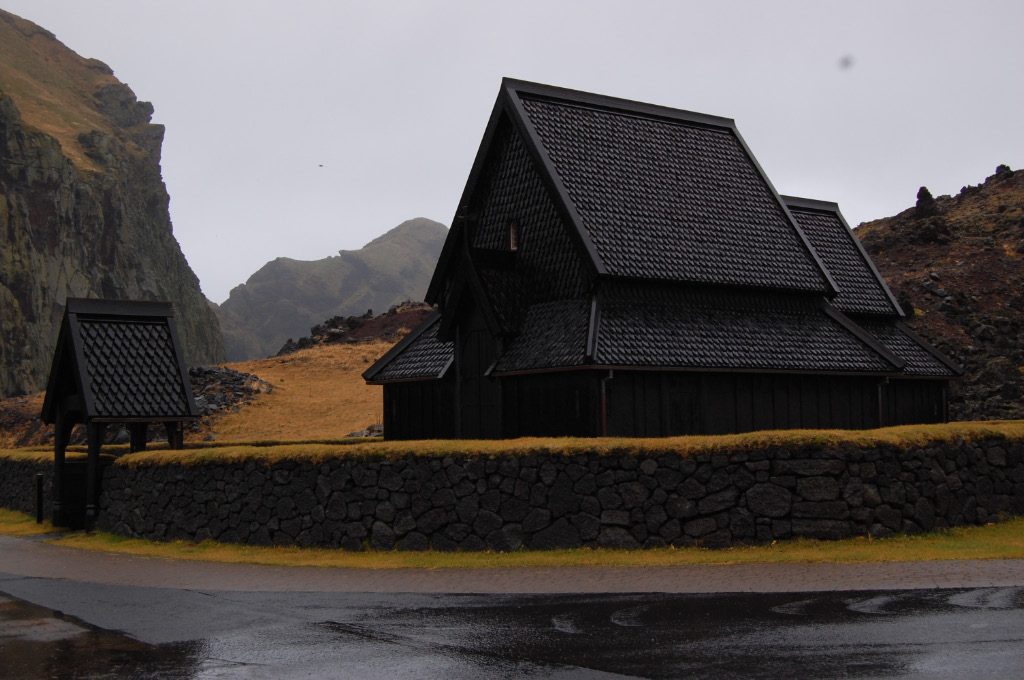
Staafkerk uit 2000
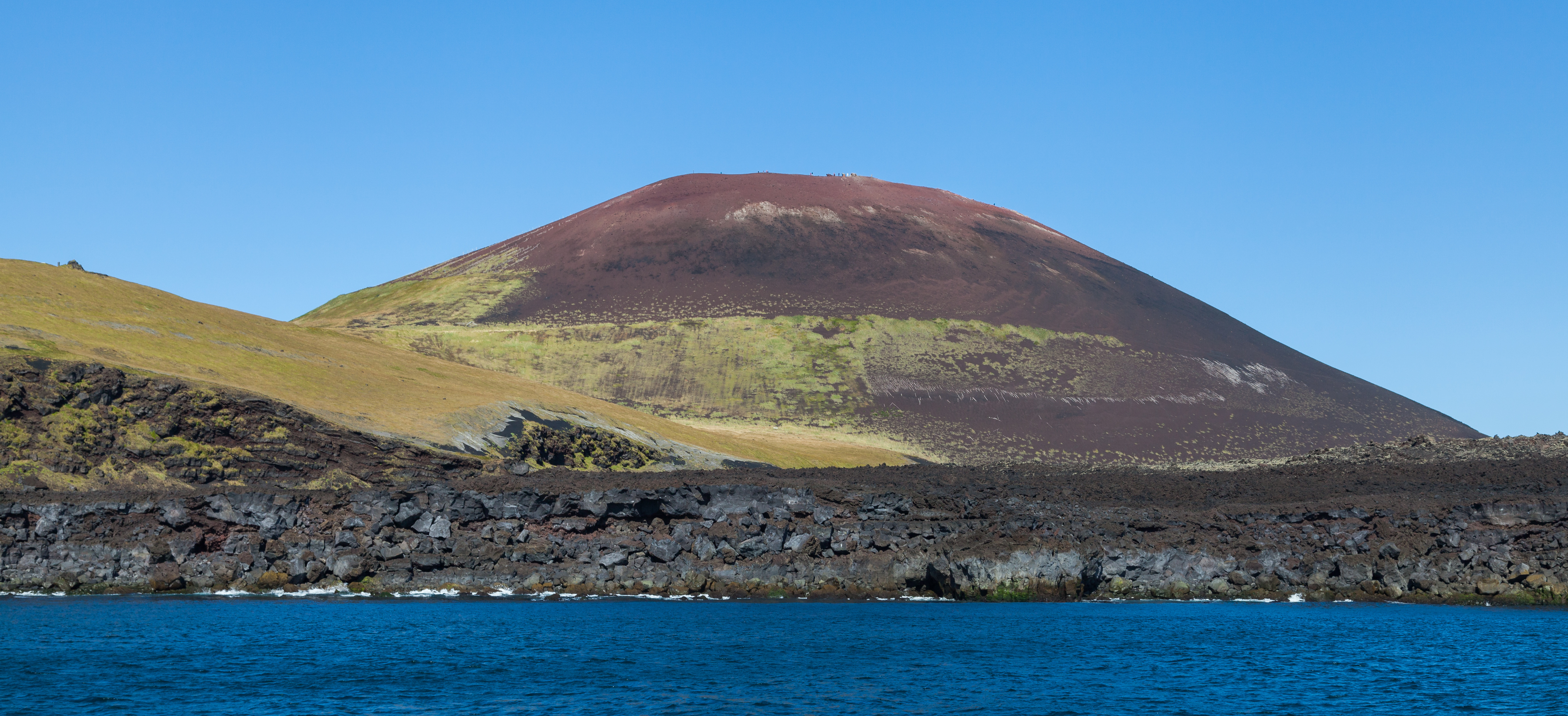
Eldfell
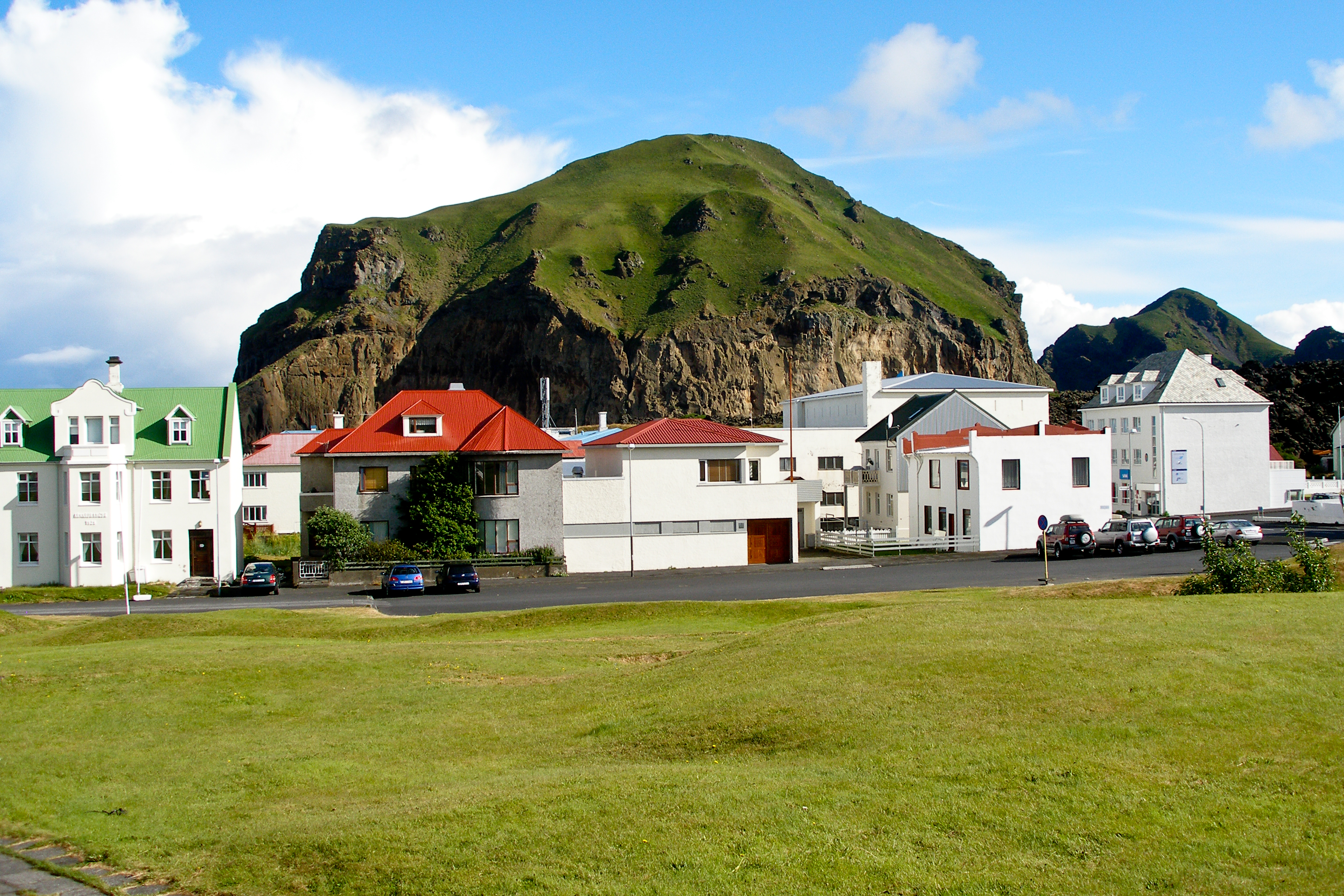
Huizen in Heimaey
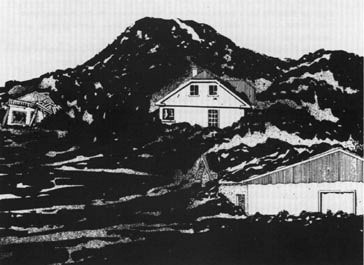
Huizen die met as bedekt zijn na de uitbarsting van de Eldfell in 1973
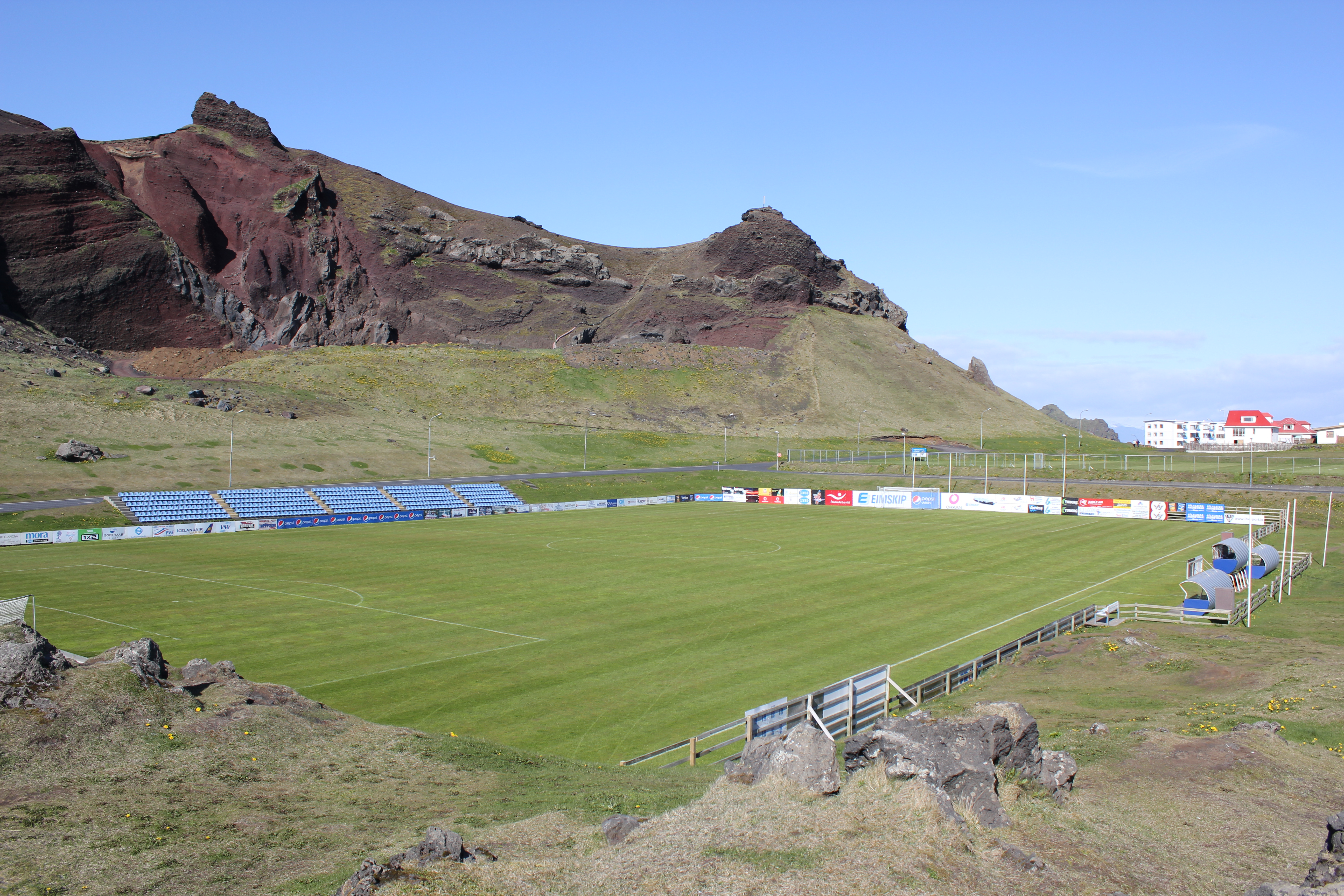
Hásteinsvöllur in 2011. Er kwam in de loop der jaren een overdekte tribune bij.